# Tuula Närhinen
Tuula Johanna Närhinen, född 8 augusti 1967 i Helsingfors, är en finländsk konstnär. 
Närhinen studerade 1986–1990 och 1996–1999 (magisterexamen) vid Bildkonstakademin samt 1990–1998 på arkitektlinjen vid Tekniska högskolan i Helsingfors. Hon höll sin första utställning 1986 och har blivit känd för sina fotoinstallationer med teckningar och föremål. Konsten och naturvetenskapen har även mötts i hennes kromatogram, i vilka hon använt växtpigment på filtrerpapper; färgningsprocessen har hon även dokumenterat på en video. Hon har i sina arbeten även utnyttjat olika naturfenomen, såsom rörelser framkallade av vinden. 
Närhinen hade framgång i tävlingen om konst för Riksdagshusets tillbyggnad 2005. Hennes förslag Xylotek valdes att pryda hyllor och fack i de fönsterlösa sammanträdesrummen, i vilka hon skapat fotografiska visioner av naturen. Hon har undervisat vid Bildkonstakademin 1998, Konstskolan Maa 2000–2001 och yrkesskolan för konst och kommunikation i Tammerfors 2003.